# 乾符県
乾符県（けんふ-けん）は中華人民共和国河北省にかつて存在した県。現在の黄驊市北西部に相当する。
596年（開皇16年）、隋朝により設置された魯城県を前身とする。875年（乾符2年）、唐朝により乾符県と改称された。五代十国時代の955年（顕徳2年）、後周により廃止された。